# 小倉秀夫
小倉 秀夫（おぐら ひでお、1968年5月30日 - ）は、日本の弁護士。東京弁護士会所属。東京平河法律事務所に所属した後、独立。
東京都葛飾区出身。

## 来歴
東京都立両国高等学校卒業。早稲田大学法学部入学。大学在学中の1991年に、23歳で司法試験に合格した。翌1992年に同学部を卒業後、司法修習生を経て、1994年に弁護士登録。2000年から中央大学法学部兼任講師をつとめる。まねきTV裁判の弁護団をつとめたが最高裁にて敗訴した。

## 主な著書・雑誌連載

### 単著
- 『不正競争防止法 平成27年改正の全容』（レクシスネクシス・ジャパン 2015年）

### 共編著
- （根田正樹・青木武典・矢内一好）『インターネット・電子商取引の法務と税務』（ぎょうせい 1999年）
- （伊従寛 編）『著作物再販制と消費者』（岩波書店 2000年）
- （金井重彦）『著作権法コンメンタール 上巻』（東京布井出版 2000年）
- （夏井高人・岡村久道・掛川雅仁 編）『Q&Aインターネットの法務と税務』（新日本法規出版 2001年）
- （金井重彦）『著作権法コンメンタール 下巻』（東京布井出版 2002年）
- （佐々木亮・山口元一・小川義龍 編）『震災の法律相談』（学陽書房 2011年）
- （金井重彦）『著作権法コンメンタール』（レクシスネクシス・ジャパン 2013年）
- （金井重彦・山口三惠子）『不正競争防止法コンメンタール<改訂版>』（レクシスネクシス・ジャパン 2014年）

### 雑誌連載
- デジキッズのための法律講座（三才ブックス「ゲームラボ」連載）
- 小倉弁護士のPC法律相談室（ソフトバンククリエイティブ「PC Japan」連載）